# Pholcus donensis
Pholcus donensis är en spindelart som beskrevs av A. V. Ponomarev 2005. Pholcus donensis ingår i släktet Pholcus och familjen dallerspindlar. Inga underarter finns listade i Catalogue of Life.